# Pieter Lamberts
Pieter Lamberts (Venlo, Països Baixos, 1957) és un periodista i traductor neerlandès. Per a diaris i revistes neerlandeses ha escrit nombrosos articles sobre Catalunya i Espanya. Tradueix literatura catalana al neerlandès; encara que també va traduir el relat El boxeador polaco, de l'escriptor guatemalenc Eduardo Halfon, per a la revista literària flamenca Kluger Hans. Nascut a Limburg (Països Baixos), província situada al sud del país, amb cultura i llengua pròpies, actualment viu a la ciutat de Groningen, al nord. Però la seva carrera com a periodista primer i publicitari i traductor després, va començar a Nimega, on va viure i va treballar més de trenta anys. A aquesta ciutat va fer, consecutivament, les carreres de Filologia neerlandesa i castellana, a la Universitat Radboud. A més, va fer una assignatura secundària de català a la Universitat d'Amsterdam, i un curs de llengua catalana a l'Institut Ramon Llull. La primera novel·la catalana que va traduir va ser La felicitat de Lluís-Anton Baulenas, publicada el 2007. De llavors ençà, ha traduït obres literàries d'escriptors tan diversos i captivadors com ara Lluís-Anton Baulenas, Jaume Cabré, Pius Alibek i Maite Carranza. Com a traductor col·labora amb Joan Garrit, català de Manresa, que fa molts anys que viu als Països Baixos.